# 나팔고니
나팔고니(학명: Cygnus buccinator)는 고니속의 물새로, 주로 캐나다·미국 등 북아메리카 등지에 분포한다. 고니 중에서 가장 대형종이다. 국내에선 과거 서울대공원 큰물새장에서 전시한 기록이 있다.
혹고니와 더불어 성깔이 가장 더러운 편으로 혹고니는 그래도 일부 개체군들은 무리 생활을 하며 사육 환경에서도 두 세 마리 까지는 합사가 가능하지만 나팔고니는 다른 동물들은 물론이고 동족마저 보는 족족 싸움을 걸고 죽이려들기 때문에 합사가 거의 불가능한 수준이라고 한다. 사람 또한 공격한다.

## 같이 보기
- 그랜드프레리 (앨버타주)